# Xã Aurelius, Michigan
Xã Aurelius (tiếng Anh: Aurelius Township) là một xã thuộc quận Ingham, tiểu bang Michigan, Hoa Kỳ. Năm 2010, dân số của xã này là 3.525 người.